# 普鲁格恩
普鲁格恩是奥地利施蒂利亚州利岑县的一个市镇。总面积21.75平方公里，总人口676人，人口密度31.1人/平方公里（2005年）。